# ニコライ・ミハイロフスキー

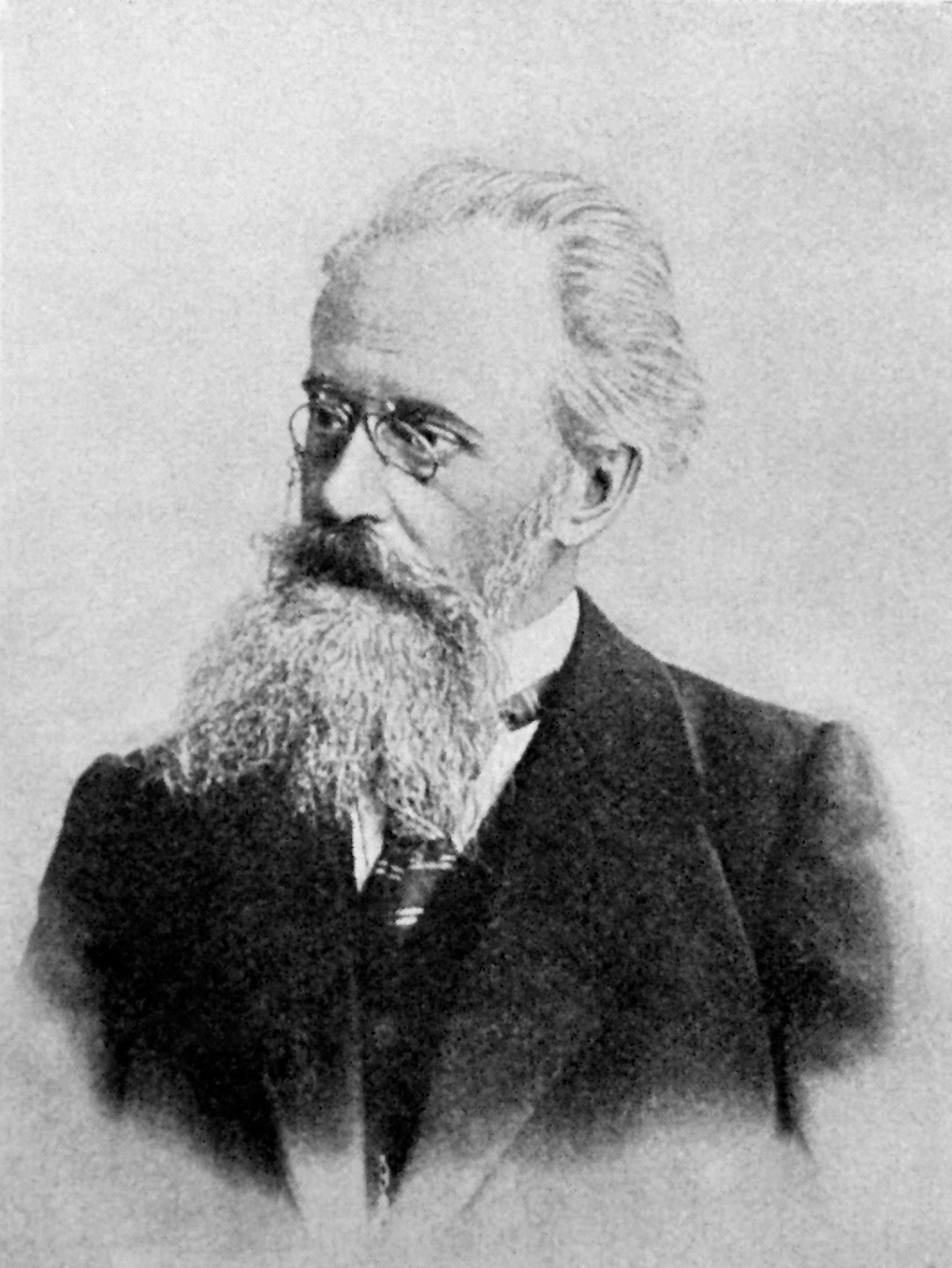
ミハイロフスキー

ニコライ・ミハイロフスキー（ロシア語: Никола́й Константи́нович Михайло́вский、1842年11月27日（ユリウス暦11月15日） - 1904年2月10日（ユリウス暦1月28日））は、ロシアの文学評論家・社会思想家、ナロードニキの理論家である。

## 生涯
ペテルブルク鉱山技術専門学校に学ぶが学生運動に参加したかどで退学処分となる。文学上の経歴は、1860年にバレリアン・クレムピンが編集した雑誌『夜明け（Рассвет）』に始まり、以後、『予約誌　（Книжный вестник）』『Гласный суд』『一週間（Неделя）』『現代評論（Неделя）』といった定期刊行物に文章を発表するようになる。1867年にはプルードンの『フランスの民主主義』の翻訳を公刊。
1868年から『祖国の記録（Отечественные записки）』誌の編集に参加、ネクラーソフの死後（1878年）はサルトゥイコフ・シチェドリン、グリゴリー・エリセーエフと共同で編集をする。1879年に人民の意志党と接近し、ネフスキー通り80番地にあるザソディミスコゴ図書館で党指導部との最初の会合を行う。1884年に『祖国の記録』が発行停止になると、『北方の使者（ Северный вестник）』と『ロシアの思想（Русская мысль）』を合併し、『ロシア報知（Русские ведомости）』紙とした。1882年から1891年までサンクトペテルブルクを追放されている間も革命組織と連絡を継続している。1892年には1年間だけ『ロシアの富（Русское богатство）』の編集をする。生涯最後の10年間はマルクス主義者たちとの論争に捧げられた。62歳で亡くなり、ペテルブルクのボルコフ墓地に埋葬される。

## 社会哲学
ミハイロフスキーはナロードニキの中でもピョートル・ラヴロフの思想を継承した人物である。歴史における英雄の役割を強調し、「主観的方法」により社会の進歩をもたらすことを期待する。つまり、少数の自覚的なテロリストによる要人暗殺を改革の一手段として認めた。ロシアの自然経済に近い状態にある農村共同体は、将来の社会主義の基盤となりうる、農村が資本主義によって分解される前に上層の社会構造を変えてしまうという課題は人民の意志党のような知識人によってのみ解決される、とミハイロフスキーは考えた。テロリズムを肯定し、資本主義と同時にプロレタリアートの役割を否定する点で、ミハイロフスキーはロシアのマルクス主義者たち（プレハーノフなど）と対立した。

## 著作
- 『進歩とは何か（Что такое прогресс?）』（1869年）
- 『英雄と群衆（Герой и толпа）』（1869年）

## 参考
- プレハーノフ『一元論的史観の発展の問題（К вопросу о развитии монистического взгляда на историю）』（1895年）
- K. Valiszewski "Littérature russe"（1900年）
- イヴァノフ・ラズームニク『インテリゲンチヤ（Обь интеллигенци）』（1908）